# Шіо-Мгвімський монастир
Шіо-Мгвімський монастир (შიომღვიმე) — середньовічний чернецький архітектурний комплекс в Грузії, розташований неподалік міста Мцхета — за 9 км. Монастир розташований у вузькому вапняковому міжгір'ї на північному березі річки Мткварі, приблизно за 30 км від Тбілісі.

## Короткі відомості
Згідно з історичними переказами, перша чернеча община в міжгір'ї була заснована у VI столітті ченцем Шіо Мгвімським, одним із тринадцяти ассирійських отців, що прибули на терени сучасної Грузії як християнські місіонери. Останні роки святий Шіо провів в печері біля Мцхети, котру згодом назвали Шіомгвіме (печера Шіо).

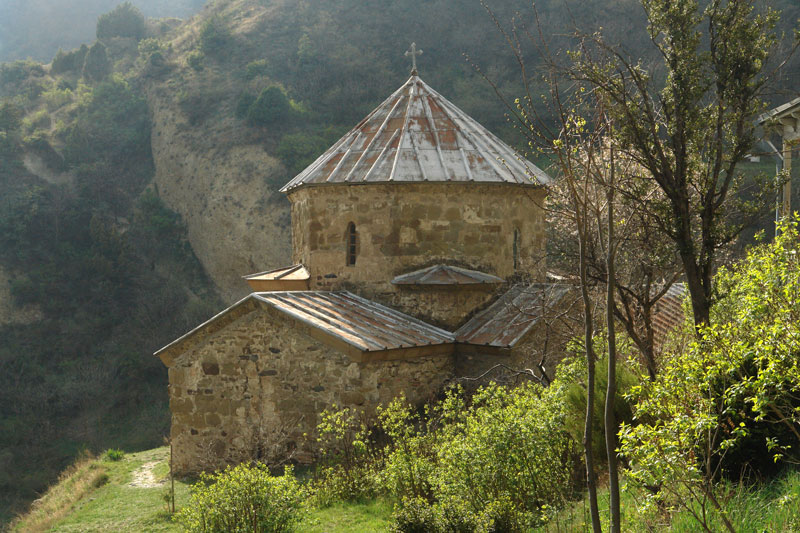
Храм Святого Івана Хрестителя

Серед перших будівель — храм Святого Івана Хрестителя, зведений у 560–580 роках, являє собою хрестоподібну в будові церкву, простий та строгий по конструкції. Приблизно до того ж часу відносяться й вириті ченцями печери, котрі в сучасності розташовані навколо монастиря та ведучої до нього дороги. Церковний купол спирається на восьмикутний барабан, покритий дахом конічної форми, всередині будови було розміщено прикрашений кам'яний іконостас зі сценами із життя Святого Шіо, котрий згодом перевезли до Державного музею мистецтв Грузії. 1733 року була зведена дзвіниця.

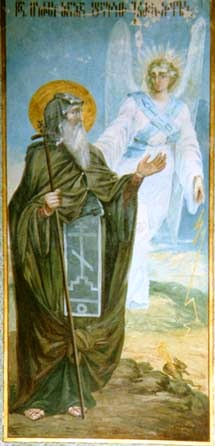
Святий Шіо Мгвімський

Верхня церква пойменована на честь Богородиці Земо Еклесія, зведена в кінці XII століття за наказом Давида Будівельника, станом на XXI сторіччя є центральною частиною монастиря. Першопочатково це була купольна церква, згодом її знищено під час вторгнення, 1678 року відновлена як базиліка.
Трапезна, збудована в часі між XII та XVII століттями, сполучається з печерою святого Шіо переходом. На пагорбі розташована каплиця, котру відносять до XII століття, у ній збереглися середньовічні фрески.

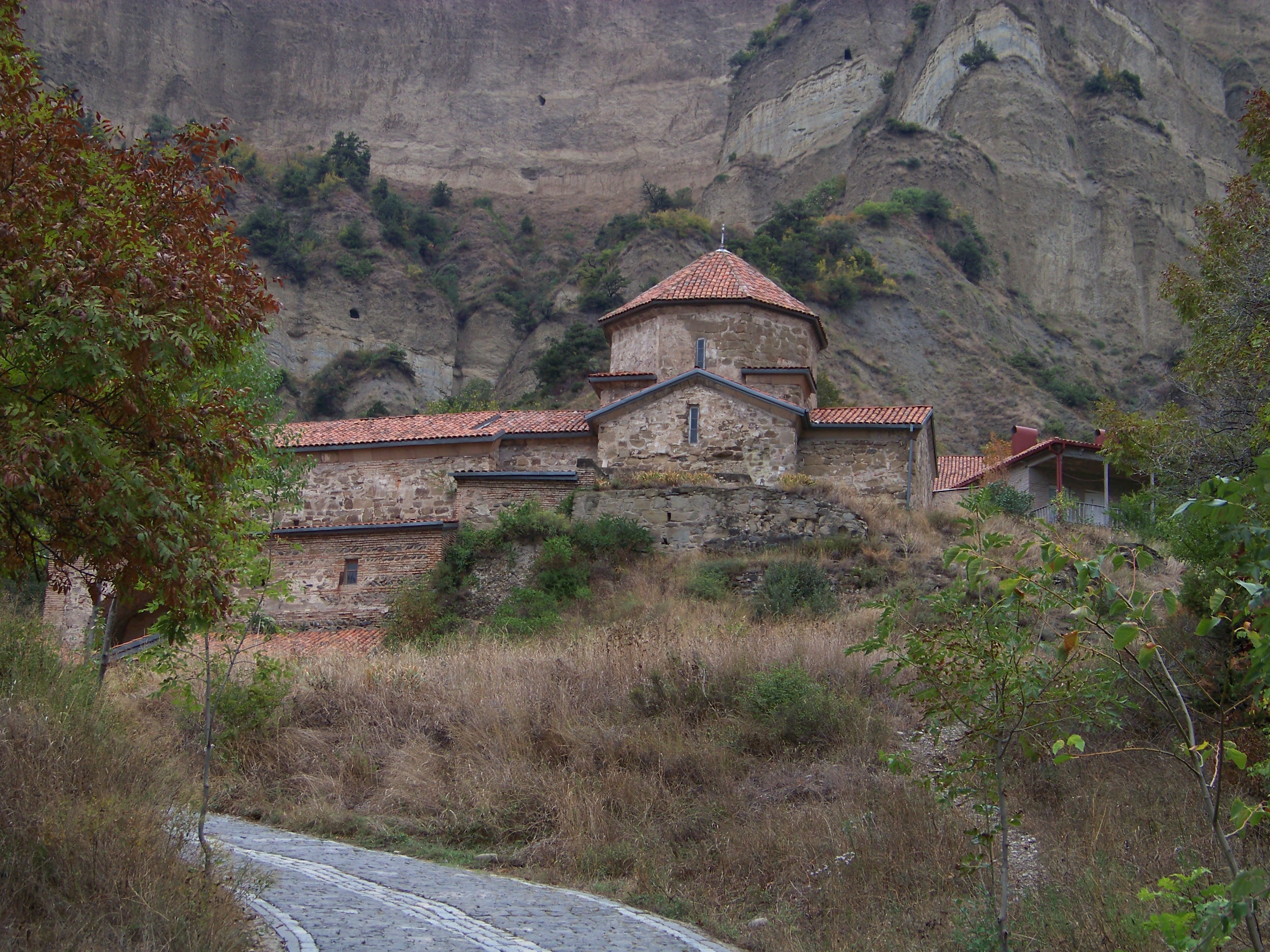
Вид з дороги

Протягом існування монастир кілька разів перебудовували, однак багато в чому первісна архітектура збереглася.